# Joseph Bonaparte
Joseph-Napoléon Bonaparte, rege al Neapolelui și Siciliei, rege al Spaniei și al Indiilor, conte de Survilliers (n. 7 ianuarie 1768, Corti, Provence-Côte d'Azur-Corse⁠(d), Franța – d. 28 iulie 1844, Florența, Marele Ducat de Toscana) a fost fratele mai mare al împăratului francez Napoleon I, care l-a numit rege al Neapolelui și Siciliei (1806-1808) și mai târziu rege al Spaniei. A fost rege al Spaniei din 6 iunie 1808 până pe 11 decembrie 1813, însă se întorsese în Franța încă de pe 13 iunie 1812.

## Primii ani și perioada napoleoniană
Bonaparte s-a născut sub numele de Giuseppe Buonaparte ca fiu al lui Carlo Buonaparte și al Letiziei Ramolino la Corte, în Corsica. În calitate de avocat, politician și diplomat a servit în Cinq-Cents și a fost ambasadorul francez la Roma. S-a însurat cu Julie Clary pe 1 august 1794 în Cuges-les-Pins, Franța. Au avut trei fiice, Julie Joséphine Bonaparte (1796–1796), Zénaïde Laetitia Julie Bonaparte (1801–1854) și Charlotte Napoléone Bonaparte (1802–1839). El le-a numit pe cele două fiice supraviețuitoare ale sale drept moștenitoare. A avut de asemenea doi copii cu Maria Giulia, contesă de Atri (Giulio, născut în 1806 și Teresa, născută în 1808).
În 1795 Joseph a fost admis în Consiliul Bătrânilor, unde și-a folosit poziția pentru a-și ajuta fratele să răstoarne Directoratul.

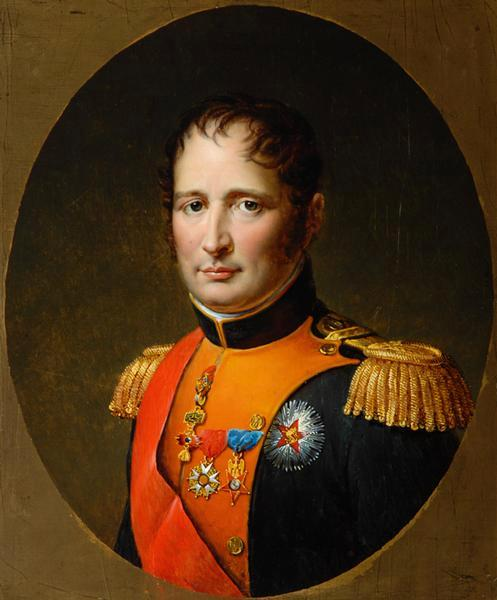
Portret al lui Joseph Bonaparte în uniformă de ofițer spaniol.

Castelul din Villandry fusese ocupat de către guvernul revoluționar francez, iar la începutul anului 1800 fratele lui Joseph, viitorul împărat Napoleon, a cumpărat castelul pentru el. În 1806, lui Bonaparte i s-a acordat comanda militară a Neapolelui și curând după aceea a fost numit rege de către Napoleon, numai pentru a fi înlocuit doi ani mai târziu de către cumnatul său, Joachim Murat, atunci când Joseph a fost numit rege al Spaniei în august 1808, curând după invazia franceză.
A părăsit Neapole fără tragere de inimă și a ajuns în Spania chiar la începutul revoltei acesteia împotriva dominației franceze și al Războiului peninsular, în care francezii au fost în cele din urmă alungați de către armatele spaniole și britanice. După ce s-a retras cu majoritatea armatei sale în nordul Spaniei, a încercat să abdice de pe tronul spaniol în schimbul celui neapolitan; Napoleon s-a opus acestui plan și a trimis întăriri pentru a ajuta în războiul de supunere a Spaniei. Restul domniei sale acolo a fost șubredă, războindu-se constant cu gherilele spaniole. Niciodată nu-și va putea exercita controlul asupra întregii țări.
Spaniolii l-au poreclit Pepe Botella („Sticlă Iosif”) această denumire părând a proveni din faptul că acesta era mai mereu beat. Cu toate acestea, altă teorie susține că porecla a fost cauzată de o confuzie: atunci când Joseph Bonaparte ieșea afară din castelul unde locuia pentru a se uita prin împrejurimi cu o lunetă, aceasta arăta ca o sticlă, sau fusese făcută să arate ca o sticlă de către oponenții săi.
Suporterii lui Joseph Bonaparte erau numiți josefinos sau afrancesados (francizați). În timpul domniei sale a pus capăt Inchiziției spaniole, una din cauze fiind și aceea că Napoleon era în relații proaste cu papa Pius al VII-lea în acea perioadă. În ciuda acestor eforturi pentru a-și spori popularitatea, naționalitatea și sprijinul străin ale lui Bonaparte, plus apartenența acestuia la o lojă masonică, au garantat practic faptul că nu va fi acceptat niciodată ca monarh legitim de către majoritatea populației spaniole. În timpul domniei sale asupra Spaniei, Venezuela și-a declarat independența (1810) față de Spania, fiind prima națiune care recurge la acest fapt. De-a lungul Războiului peninsular, comanda sa asupra forțelor franceze din Spania s-a dovedit a fi doar formală, deoarece comandanții săi insistau ca fratele mai mic al regelui să fie de acord cu instrucțiunile lui Joseph înainte de a le urma.
Bonaparte a abdicat și s-a întors în Franța după înfrângerea din Bătălia de la Vittoria. A fost considerat de către bonapartiști ca fiind moștenitorul de drept al tronului Franței după moartea fiului lui Napoleon, Napoleon al II-lea în 1832, deși nu a întreprins mai nimic în vederea preluării puterii.

## În America
Bonaparte a trăit o perioadă de timp în Statele Unite, inițial în New York City și Philadelphia, unde casa sa a devenit sediul activității expatriaților  francezi, însă mai târziu s-a mutat pe o proprietate numită Point Breeze în Bordentown, New Jersey, lângă râul Delaware. Casa lui Joseph era pe un deal din cauza temerii sale de a nu fi atacat de vreun agent al inamicilor Franței, Anglia sau Spania, precum și de americani ostili cauzei sale. Subsolul conține tunele care sunt fortificate cu cărămizi și erau destul de înalte pentru ca o persoană să meargă stând dreaptă în picioare. Se crede de asemenea că a întâlnit Diavolul din Jersey în timp ce vâna acolo. 
Joseph Bonaparte s-a întors în Europa unde a murit la Florența, Italia și a fost îngropat în complexul de clădiri Les Invalides din Paris.

## Viața personală
S-a căsătorit cu Marie Julie Clary la 1 august 1794 la Cuges-les-Pins, Franța. Au avut împreună trei fiice:
- Julie Joséphine Bonaparte (1796–1796).
- Zénaïde Laetitia Julie Bonaparte (8 iulie 1801 – 1854); căsătorită în 1822 cu Charles Lucien Bonaparte.
- Charlotte Napoléone Bonaparte (31 octombrie 1802 – 2 martie 1839); căsătorită în 1826 cu Napoleon Louis Bonaparte.

Joseph a avut doi copii cu Maria Giulia, contesă de Atri:
- Giulio (1806–)
- Teresa (1808–).

De asemenea, Joseph a avut două fiice americane născute la Point Breeze, moșia sa din Bordentown, New Jersey, de amanta lui, Annette Savage ("Madame de la Folie"):
- Pauline Anne; a murit de tânără.
- Catherine Charlotte (1822–1890); căsătorită cu col. Zebulon Howell Benton , a avut copii.[7]

## Galerie

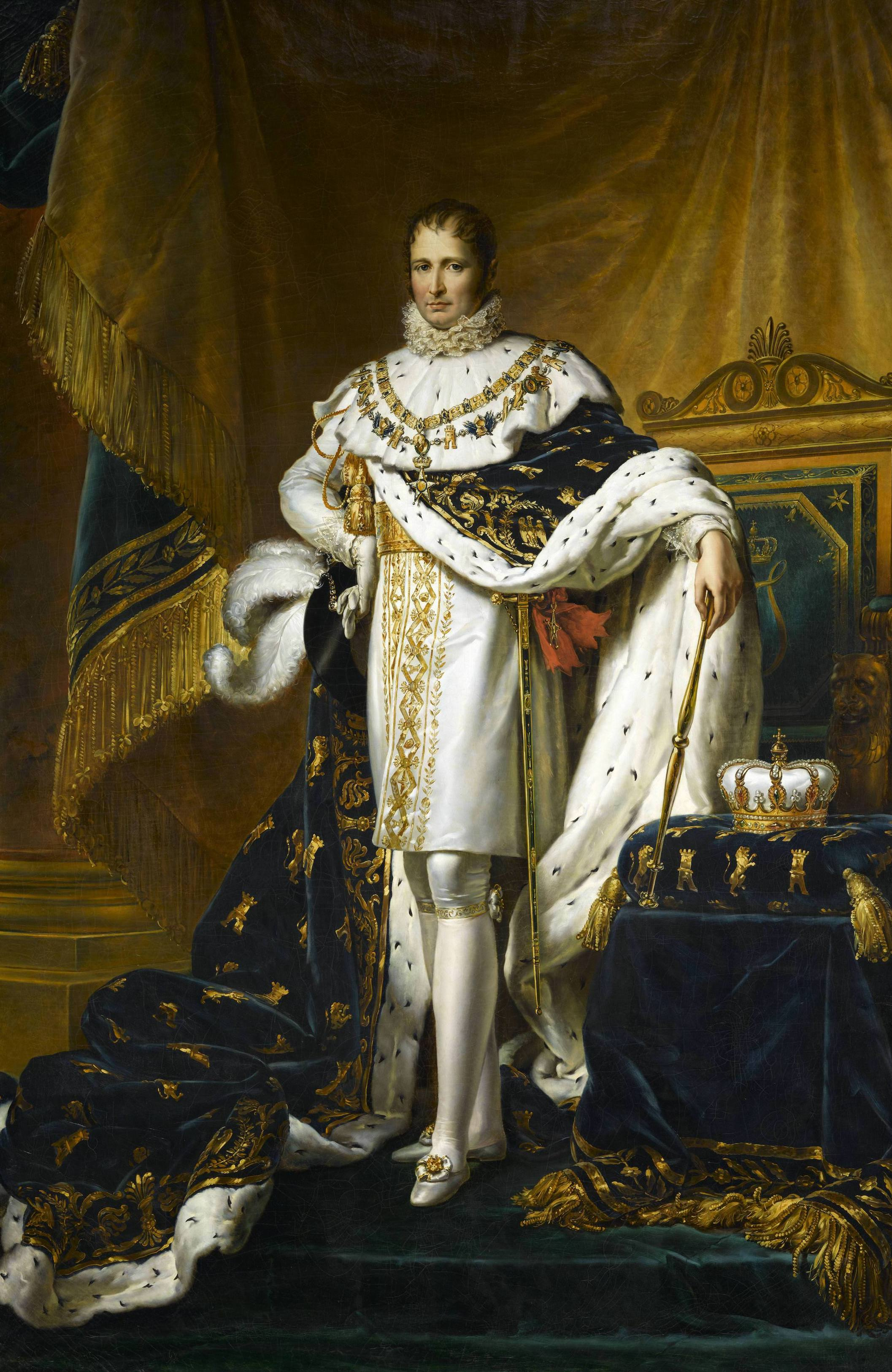
Joseph I în roba de încoronare, de François Gérard.
Stema de arme ca rege al Neapole.
Stema de arme ca rege al Spaniei.
Monograma regală ca Joseph I.

## Moștenire
- Golful Joseph Bonaparte din Northern Territory, Australia, este numit după el.
- Lacul Bonaparte, localizat în orașul Diana, New York, Statele Unite, este numit de asemenea în onoarea lui.
- Un personaj principal din Băiatul de aur de Clifford Odets se numește Joe Bonaparte, în memoria acestuia.